# Barbezieux (kip)
De Barbezieux is een oorspronkelijk Frans kippenras uit Berbezieux in het departement Charente, met een uitzonderlijke grootte en vleeskwaliteit. Het ras is alleen binnen de Franse en Belgische standaards erkend.

## Kenmerken
Het ras is onder de Europese kippen een van de allergrootsten en daarom als vleesras bekend. Op grond van de abundante eierproductie wordt het eveneens als dubbeldoelkip gezien. Opvallend is bovendien het enorme eiergewicht, soms meer dan 100 g per ei. Er bestaat enkel een zwarte kleurslag.

## Oorsprong
Het ras is oorspronkelijk aan het gebied van origine gebonden geweest en waarschijnlijk verwant met de Marans uit de naburige gebieden. Bij een pluimveetentoonstelling in 1860 won een Barbezieux de eerste prijs. In 1907 werd het ras officieel erkend met een Franse standaard.
In het interbellum kwam het echter tot een sterke daling van het aantal dieren door de opkomst van de commerciële vleesrassen.
De momenteel voorkomende Barbezieux zijn voortgekomen uit een enkele stam, nadat het ras als uitgestorven beschouwd was. Op grond van enige uiterlijke kenmerken wordt vermoed dat de huidige exemplaren weliswaar fenotypisch met de oorspronkelijke dieren overeenkomen, echter niet in hoge mate genotypisch.

## Consumptie
De Barbezieux is vooral bekend vanwege de kapoenen, die door de Franse gastronoom Jean Anthelme Brillat-Savarin buitengewoon gepropageerd werden.

## Clubs
- Poule de Barbezieux - Club de France à Barbezieux, opgericht in 1997
- Association de sauvegarde de la poule de Barbezieux  à Chalais